# Jüdischer Friedhof (Bălți)

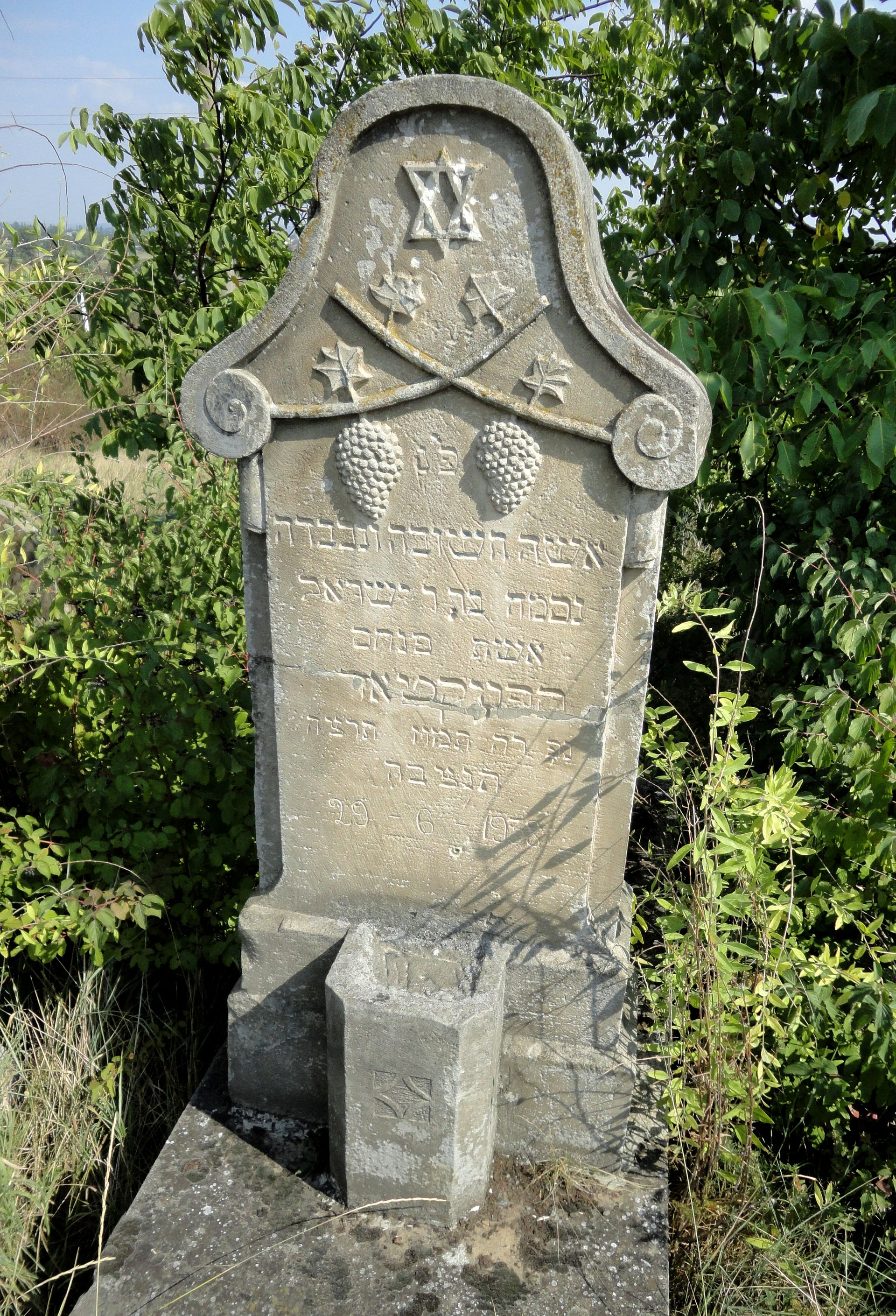

Der Jüdische Friedhof Bălți (rumänisch Cimitirul Evreiesc din Bălți) befindet sich in Bălți, der zweitgrößten Stadt im Norden der Republik Moldau.

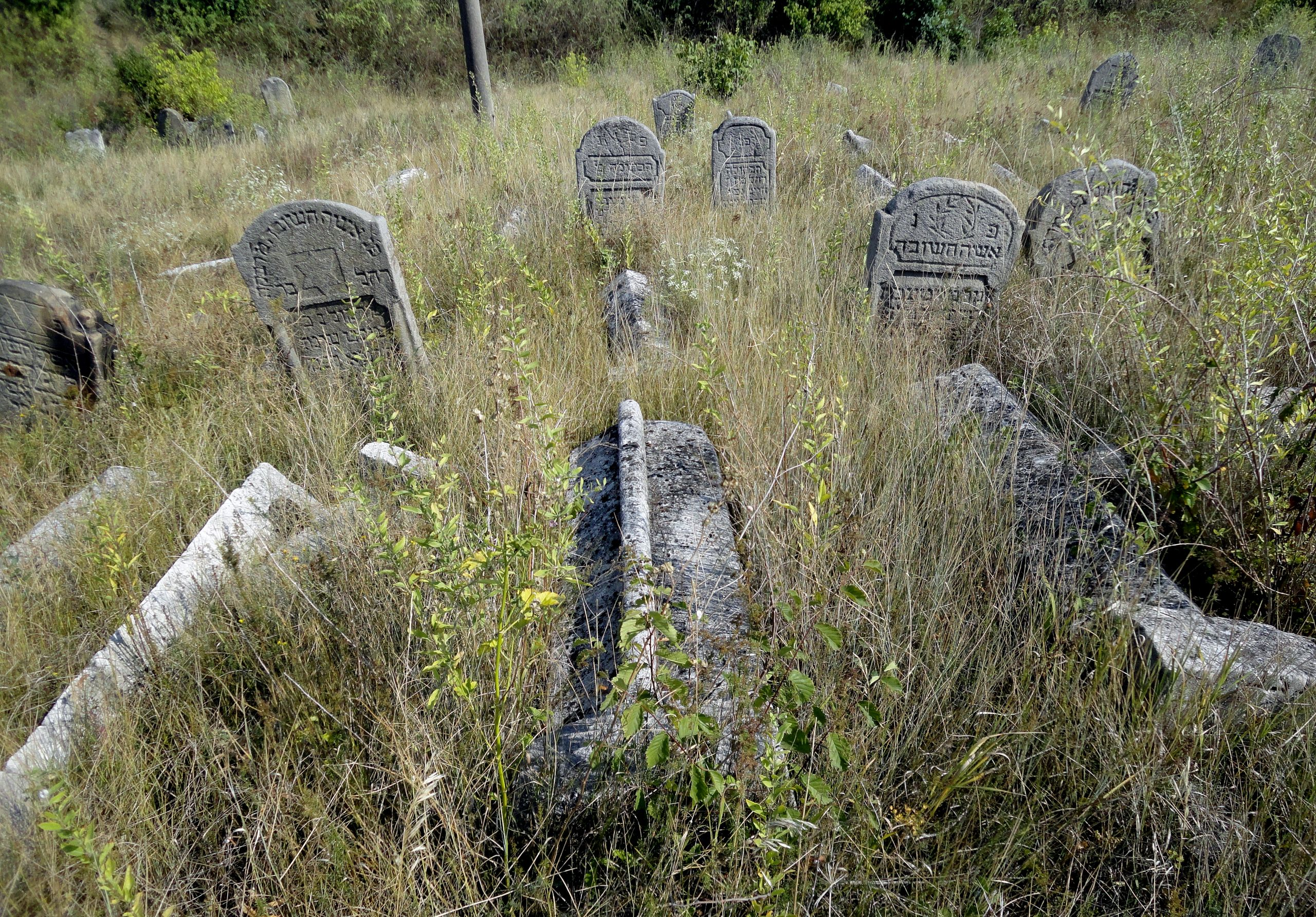

Der alte jüdische Friedhof mit Grabsteinen vom 19. Jahrhundert bis zum Anfang des 20. Jahrhunderts liegt nahe der Strada Decebal. Er ist nach dem Friedhof von Chișinău der zweitgrößte jüdische Friedhof des Landes. Zahlreiche Grabsteine sind gut erhalten, andere sind umgestürzt, zerbrochen oder überwachsen. Der Erhaltungszustand der Gesamtanlage ist schlecht.
Der Friedhof ist vom Stadtzentrum über die Strada Decebal erreichbar, die in nordwestlicher Richtung auf einen Hügel führt und weiter stadtauswärts zur E583 Richtung Rîșcani und Edineț wird. Der Zugang zum Friedhof ist über einen Fahrweg möglich, der von der Strada Decebal ostwärts abzweigt oder über einen anderen Fahrweg weiter östlich im Tal. Dieser verläuft parallel zum Bahngleis durch ein einfaches Wohngebiet. Das offene Gelände mit den weit verstreuten Grabsteinen (hebräisch Mazewa) liegt an einem Grashang oberhalb der Bahnlinie in der nordwestlichen Verlängerung eines ein Kilometer langen Sees in der Ebene, der als Regattastrecke künstlich angelegt wurde.

## Siehe auch

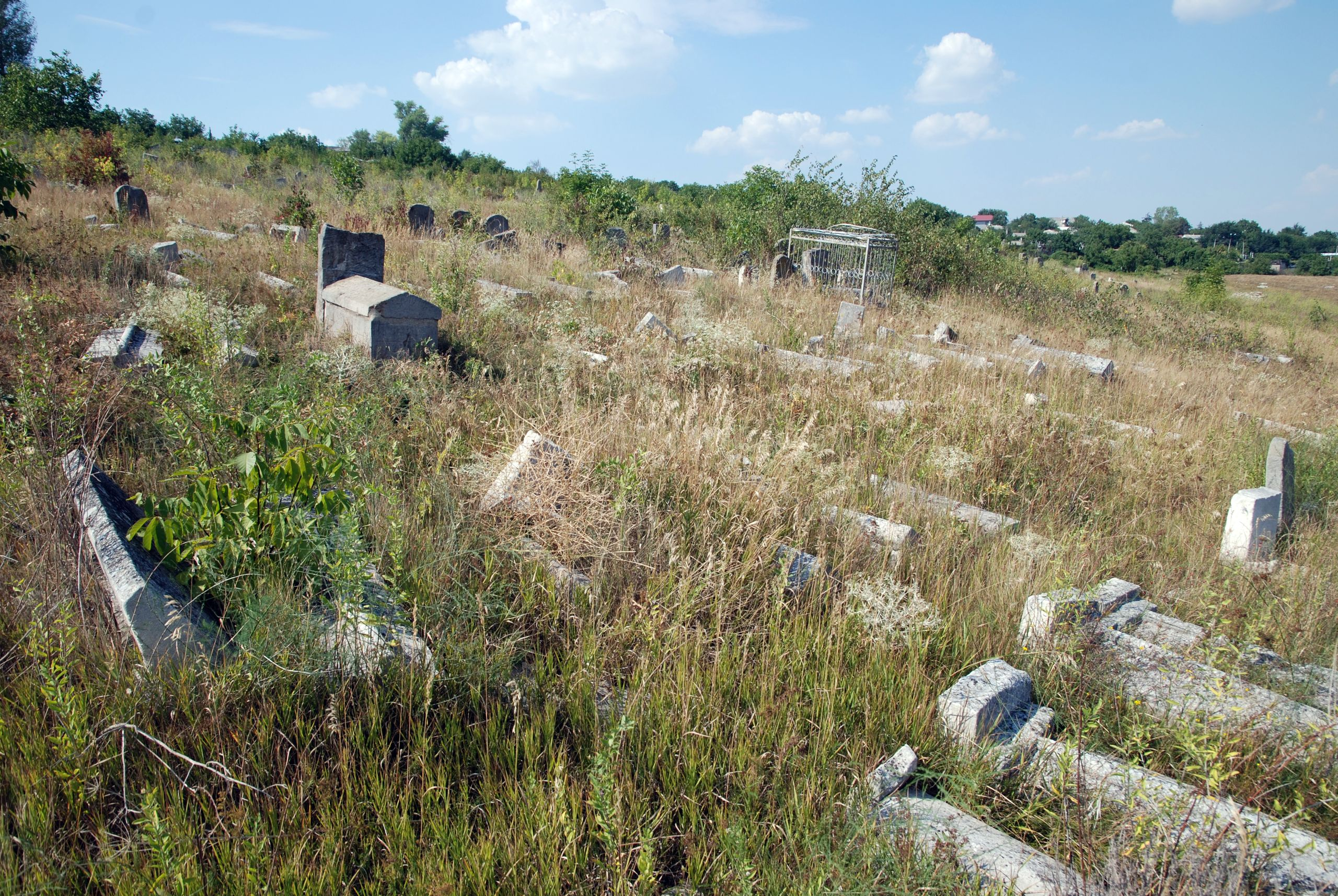